# Avoid One Thing
Gli Avoid One Thing sono una band pop punk, proveniente da Boston.

## Storia
Si formano nel 2002 come progetto parallelo del bassista dei The Mighty Mighty Bosstones, Joe Gittleman, assieme al chitarrista dei Raging Teens, Amy Griffin, al chitarrista Paul Delano dei Darkbuster e al batterista Dave Karcich.
Nel 2002 la SideOneDummy Records pubblica il primo album della band, Avoid One Thing.
Nel 2003 il batterista Dave Karcich muore per un aneurisma cerebrale. Viene quindi rimpiazzato da John Lynch, con cui la band va in tour nel 2003. L'anno successivo, prima dell'uscita del secondo cd, Chopstick Bridge, Paul Delano lascia la band senza essere rimpiazzato, lasciando la band a registrare il cd in tre. Continueranno con i tour fino al febbraio 2005, quando la band deciderà di prendersi una pausa a tempo indeterminato, assicurando che in futuro non mancherà una reunion.

## Formazione

### Ultima
- Joe Gittleman - basso, voce (2002 - 2005)
- Amy Griffin - chitarra (2002 - 2005)
- John Lynch - batteria (2003 - 2005)

### Ex componenti
- Paul Delano - chitarra (2002 - 2004)
- Dave Karcich - batteria (2002 - 2003)

## Discografia

### Album studio
- 2002 - Avoid One Thing
- 2004 - Chopstick Bridge

### Apparizioni in compilation
- 2002 - Warped Tour 2002 Tour Compilation
- 2002 - Giant Rock N Roll Swindle
- 2002 - Atticus: ...Dragging the Lake
- 2003 - Warped Tour 2003 Tour Compilation
- 2003 - Outlaw Volleyball - Music Inspired From the Game
- 2004 - Warped Tour 2004 Tour Compilation
- 2004 - In Honor: A Compilation To Beat Cancer